# Julián Mellado (khu tự quản)
Julián Mellado là một khu tự quản thuộc bang Guárico, Venezuela. Thủ phủ của khu tự quản Julián Mellado đóng tại El Sombrero. Khự tự quản Julián Mellado có diện tích 2983 km2, dân số theo điều tra dân số ngày 21 tháng 10 năm 2001 là 23649 người.